# 元泥棒・助川六郎のご町内防犯パトロール
元泥棒・助川六郎のご町内防犯パトロール（もとどろぼう・すけがわろくろうの ごちょうないぼうはんぱとろーる）は、2011年2月19日にフジテレビにて放映されたテレビドラマ。主演は大杉漣。
もともとは2005年に「金曜エンタテイメント」枠で放映予定されていたが、お蔵入りになり、2011年に関東ローカル枠『土曜ワイド』（15:20 - 17:29）で放映された。

## あらすじ
移動パン屋の店主・助川六郎。息子と娘を育てているシングルファザーだが、誰にも言えない過去があった。元・泥棒だった。そんな六郎に、ボランティアパトロールへの参加の話が舞い込んだ。隊長として参加したら、過去六郎を逮捕した元刑事・植松も参加しており、六郎は若干のやりにくさを感じる。そんな折、植松が何者かに殺害される。六郎は密室殺人事件に巻き込まれてしまう。

## キャスト
助川六郎
演 - 大杉漣（赤ん坊：久保井七豊　幼少期：小柴大河　青年期：真鍋拓）
天涯孤独の捨て子。6月に河原で拾われたことから「助川六郎」の名前がつき、家族の温かみを知らないまま施設で育てられる。17歳の時に施設を脱走。18歳から泥棒稼業を営み「居空きの助六」の異名で斯界の有名人となる。しかし、刑務所の同房の囚人・増谷の息子と娘を引きとったことで「守るべき家族ができた。これからは家族のために生きる」ことを決意し泥棒を引退。子どもを育てながらパン屋修行に励み、独立して移動パン屋を営む。
海原理子
演 - 床嶋佳子
高堂署刑事課刑事。刑事だった亡夫（演：奥田裕通）の遺志を継いで刑事になる。非番の日を使ってボランティアパトロールに参加している。
助川恵
演 - 池田光咲（幼少期：飯野茉優）
六郎の「娘」。中学生
助川真
演 - 荻原真治（幼少期：拓羊）
六郎の「息子」。小学生。
海原翼
演 - 春田純一
理子の息子。真と同級生。
江藤美幸
演 - 国分佐智子（幼少期：猪鼻真依）
真が通う小学校の教諭
植松保夫
演 - 泉谷しげる
定年となった元刑事。防犯指導員としてボランティアパトロールに参加する。過去に六郎を逮捕しており、六郎が本当にカタギになったのか疑っている。第1被害者。
増谷均
演 - 有薗芳記
六郎と同房だった囚人。恵と真の実親。隠し財産を逮捕前に隠していたが、癌が見つかったことで自分の最期を悟り、先に出所する六郎に隠し財産を恵と真に渡すよう依頼する。
谷田部圭太
演 - 滝直希
六郎のパン屋のバイト店員。
佐野博信
演 - 佐戸井けん太
高堂署刑事課係長。
本間悦子
演 - 広岡由里子
ボランティアパトロールの同僚
三輪万由子
演 - 山口香緒里
ボランティアパトロールの同僚
新井早苗
演 - 久保田磨希
ボランティアパトロールの同僚
隅田洋司
演 - 鈴木浩介
高堂署刑事課新米刑事。
山下智哉
演 - 朝倉伸二
高堂署刑事課刑事。
永塚敦則
演 - みのすけ
週刊誌記者。第2被害者
島田修
演 - 前田こうしん
学年主任
演 - 加藤満
岡健
演 - 上田耕一
六郎のなじみの故買屋店主
恵と真を保護する養護施設の職員
演 - 羽野敦子
植松のアパートの管理人
演 - 笠井一彦
恵と真がいたアパートのご近所さん
演 - 前沢保美
留置場の容疑者
演 - 深見亮介
看守
演 - 城戸光晴

## スタッフ
- 監督：小松隆志
- 脚本：真部千晶
- 技斗：所博昭
- 技術協力：映広
- プロデュース：佐藤丈
- 製作：フジテレビ、ノアズ